# 中華游樂會

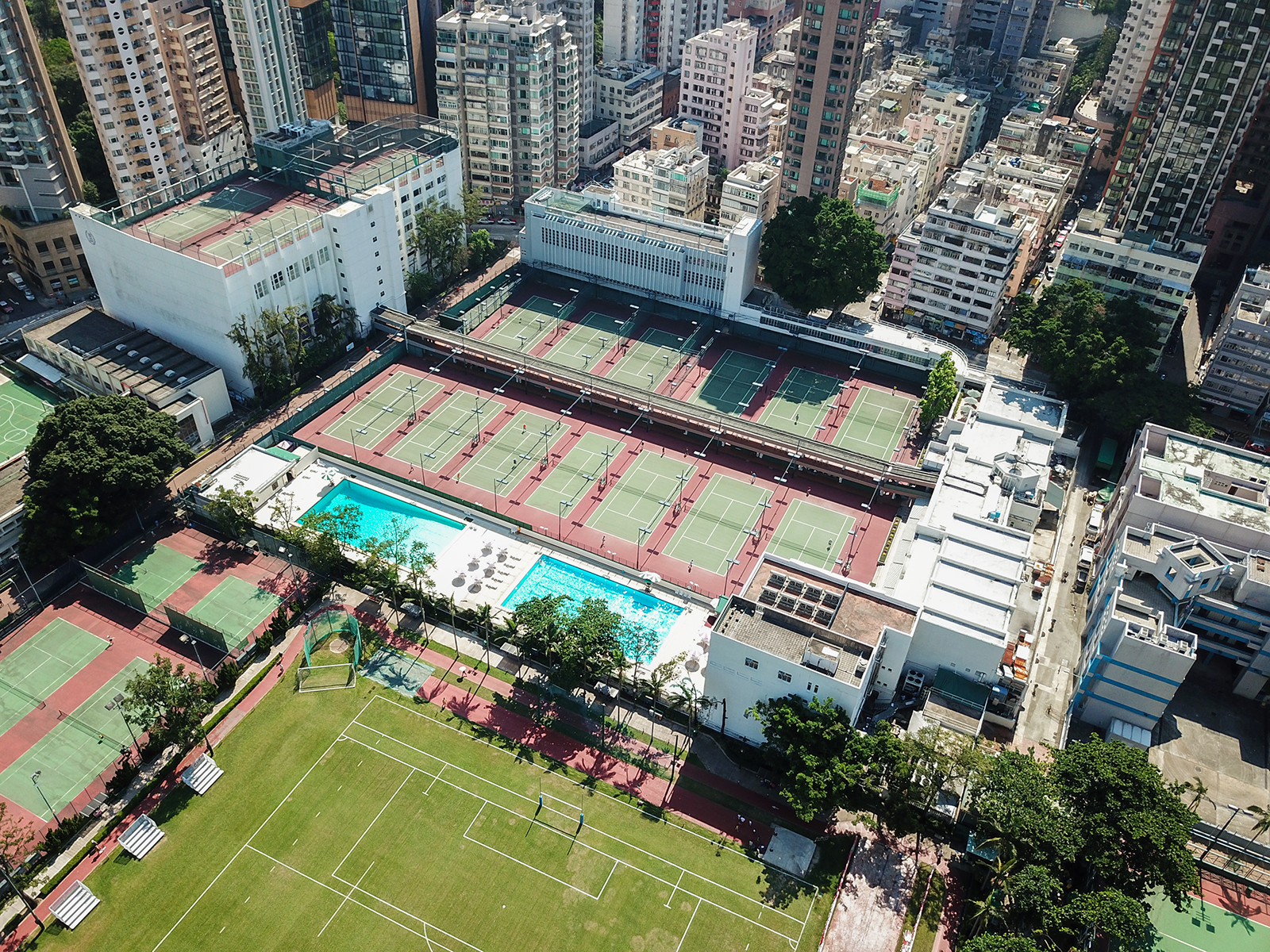
香港中華游樂會

香港中華游樂會，簡稱中華游樂會（英語：Chinese Recreation Club, Hong Kong），是香港一個體育私人會所，位於灣仔區大坑銅鑼灣道123號。中華游樂會於1910年由何啟爵士籌建。當時會員喜愛木球、網球及足球等體育運動。在1912年，由何啟爵士、韋寶珊爵士、阮曉繁及王保寧等聯名向香港政府要求撥地，結果於大坑村創建會址。當時由香港總督盧嘉爵士主持開幕典禮。

## 歷史
初期發展
香港中華游樂會，歷史悠久。在動盪的時代中誕生，與香港一起成長，不斷拓展會務，推動各項康樂體育活動的發展，會所從一幅荒地發展成設備完善的大型體育活動場所。1910年秋，何啟爵士開始籌建中華游樂會。初期，僅有40名永遠會員、60名普通會員、41名學生會員及少數名譽會員。早期會員均熱衷於木球，網球及足球等運動，但由於缺乏永久會所，會務始終停滯不前。1912年春，何啟爵士、韋寶珊爵士，阮曉繁先生，王保寧先生等人，聯名向港府申請撥地，用作興建一所專供華人遊樂之會所。當局隨即在大坑村撥出一幅吉地，讓何啟爵士同人創建中華游樂會。何啟爵士同人將此幅荒地闢建成草坪，並在旁建成一幢兩層高的會所大樓。香港中華游樂會於1912年3月正式宣告成立，並由當時香港總督盧嘉爵士主持開幕。
當年會所大樓的外貌甚為典雅，磚牆瓦頂，別具特色。正門兩旁長有6棵密茂的榕樹，環境寧謐。當年入會費只收50元，月費3元。開創時期，會員約有100人，全屬男仕。會所的麻雀牌室及桌球室，只限男會員使用。戰後，香港中華游樂會開始增收女性會員。自創會以來，會員均熱心於推動本地各項體育活動的發展。從創會初期直至1941年香港淪陷，每逢星期六、日和公眾假期，會內必舉行木球友誼賽，應邀參賽隊伍有香港木球會、九龍木球會、西洋波會、香港大學堂等隊伍。早期會員對網球運動尤為熱衷。當時網球運動在本港仍未普及，而早期會員已於全港公開賽內有連獲6屆冠軍之紀錄。部份球員並曾代表中國出席台維斯盃賽。
1941年，太平洋戰爭爆發，波及香港。日軍攻打香港期間，中華游樂會被港府徵用為義勇軍防空隊駐地，一切活動被迫暫停。日軍由九龍發炮轟擊附近英軍炮兵陣地，會所雖未被擊中，但炮火仍引發火警，大批早期文件及紀錄亦被焚毀。1941年12月24日，日軍進佔香港，中華游樂會總管張伯常先生率領數位職工，留守會所，才幸免為暴徒劫掠。此外，當年退休寓港的中華游樂會主席許祟智將軍，憑藉他與佔港日軍總司令兼港督磯谷廉介早年曾於日本軍校同窗的關係，使中華游樂會在香港淪陷期間的三年零八個月內得以完整保存。
戰後會所重開後，先由許祟智將軍繼任主席，領導各值理積極展開復會工作。1945年，為修葺會所發行價值20,000元債券，會所重建及修葺工程得以順利完成。復會後，會友更積極推動網球運動，場地亦由草地改為硬地，網球場數量增加至12個。隨後，中華游樂會繼續擴建新廈。1956年8月17日，新落成的會所大樓由羅文錦爵士奠基。翌年12月27日，由當年香港總督葛量洪爵士啟鑰，並於1958年1月12日正式啟用。
擴建計劃
1978年，當屆值理議定了一項會所大樓建設計劃，工程分4期進行：
- 第一期工程為修葺原有會所及球場。
- 第二期為興建一幢4層高會所A座大樓及貫通會所與停車場之有蓋走廊，該會所大樓於1982年開始啟用。
- 第三期工程包括擴建C座大樓，將地下闢作有蓋停車場；2樓設咖啡廊及多種用途的康樂大堂，供各類康樂體育訓練班及泵波拿活動之用；3樓設有冷氣羽毛球場2個；天台加設小型高爾夫球練習場。1984年5月6日，當時香港大學校長，中華游樂會名譽會長黃麗松博士主持大樓的揭幕典禮。
- 第四期工程包括興建健身室、兒童遊戲室及擴建按摩室，各項設備已先後啟用。另在第二號露天停車場加建的8層高B座大樓，已於1990年動工，可容納246個泊車位的多層停車場於1991年7月啟用，替代了舊有停車場。大樓內設有兩個室內網球場，另天台亦闢建成3個露天網球場，所有球場已開放供會員享用。B座新廈建成後，4層停車場及5個網球場分別於1991年、1992年先行啟用。上4層會所於1992年2月28日由何鴻燊主席主持揭幕後正式開放使用，逐步發展成為現在的規模。

D座大樓重建計劃
於1958 年落成的D 座大樓樓齡已超逾半個世紀，先後進行了多次的維修，令維修保養工程費用不斷增加。此外，隨着會員年齡分布的改變，對會所的設施需求亦有所改變。為長遠及徹底地解決D座大樓結構和基本設施老化問題，香港中華游樂會於2021年9月下旬召開的特別會員大會，會上獲得會員大比數支持通過重建計劃。Ｄ座大樓重建計劃預計於2025年完成。此重建計劃將改善及增加會所內的體育設施，新Ｄ座大樓落成後可為該會會員及外界團體提供更現代化和優質的體育設施。香港中華游樂會作為體育團體，一直不遺餘力地推動體育普及化、精英化和盛事化，此計劃將有利支持香港體育發展。

## 設施
- 網球場
- 羽毛球場
- 哥爾夫球練習場
- 桌球室
- 壁球場
- 戶外游泳池
- 乒乓球室
- 健身室
- 多用途球場
- 匹克球場
- 兒童遊樂場
- 牌房
- 音樂室
- 康樂活動室
- 按摩室
- 中餐廳
- 西餐廳
- 會所雅廊
- 體育用品店
- 停車場
- 會議室

## 中華游樂會挑戰盃
自1970年起，中華游樂會在馬場租用廂房，供會員欣賞賽馬之用。為紀念該會與香港賽馬的深遠聯繫，中華游樂會向馬會捐出一座「中華游樂會挑戰盃」。「中華游樂會挑戰盃賽」於1971年1月23日在跑馬地馬場首次舉行，其後每年10月，馬會均舉行「中華游樂會挑戰盃」錦標賽項目，優勝者獲中華游樂會代表主持頒發該獎盃。由1970年代至今，中華游樂會亦有以團體名義在香港賽馬會擁有名下馬匹，包括中游之光、中游之寶、中游之冠、中游之星、中游之威、中游之喜、中游之皇、中游福星、中游福將、中游神駒、中游名駒、中游天地、中游百載、中游新星、中游神箭、中游福滿。

## 推動體育發展
網球發展
普及化
香港中華游樂會積極推動網球運動，多年來為不同年齡層的會員舉辦網球訓練、比賽和工作坊，並一直主動邀請體育總會、全港中、小學、社署註冊的青少年中心等以極低廉收費，甚至免費租用該會體育設施。亦會借出球場予香港網球總會及香港元老網球總會等社區團體舉辦網球屬會主任友誼賽、港青訓練計劃及多個網球聯賽，包括「通往溫布頓之路」、「香港網球錦標賽」、「香港元老網球錦標賽」、「香港國際男子網球希望賽」、「香港國際女子網球巡迴賽」、「全港青少年網球巡迴賽」等等，推廣網球運動。
精英化
為扶助精英運動員的發展，該會設有「精英運動員計劃」，主動邀請本地網球好手使用球會設施，並代表該會出賽。2021年共有27名精英球員，包括香港男子打單排名第二及第三的王康傑及黃俊鏗；精英球員亦有機會獲邀成為該會普通會員。該會積極發掘有潛質的球員，主動邀請本地頂尖網球運動員擔任精英球員，為他們提供訓練設施，並代表該會出賽。大部份該會精英球員是香港隊成員，經常代表香港出戰海外國際網球比賽，包括台維斯盃、金夫人杯、東亞運動會、全國運動會、亞洲運動會及世界大學生運動會等，為港爭光。為進一步培養青少年對網球的興趣，青少年訓練部設立了不同級別的網球班，積極發掘9至18歲有潛質青少年球員，組成青少年網球隊，較高水平的球員更可成為該會青少年網球代表隊，帶領球員積極參與全港性的青少年聯賽。隊員在各聯賽表現優秀，經常獲得獎項。
國際化、盛事化
每年全港矚目的網球賽事「香港中華游樂會全港網球公開賽」，由該會負責主辦，是香港網球總會認可的本地三大網球計分賽事之一。2022年踏入第 74 屆，上屆吸引接近 1,800 人次報名參賽，當中逾九成為非會員，共進行了多達 1,375 場比賽。為提升香港網球運動的水平，該會亦一直支持各項國際性賽事，包括提供球場給參加「保誠香港網球公開賽」(2015-2020年)的世界頂尖球手作熱身之用；而當在政府場地舉行國際比賽時遇上場地不足，該會亦會提供場地舉行賽事。而在保誠香港網球公開賽舉行期間，該會亦會安排該會精英球員及青少年網球代表隊成員與世界冠軍網球好手進行交流，例如2016年世界排名42的法國著名女球手Alize Cornet、中國名將晏紫、2017年廣州網球公開賽冠軍中國球手張帥、2018年世界排名第6的烏克蘭球手絲維度蓮娜及前溫布頓網球錦標賽男雙冠軍喬納森梅雷等。
由該會提供比賽或熱身場地的國際網球盛事包括：
- 台維斯盃 (2008年、2009年、2010年、2013年)
- 聯會盃 (2013年)
- 青年聯會盃 (2012年)
- 第十一屆全運會 (2009年)
- 香港國際女子網球巡迴賽及香港國際男子希望賽 (2015 - 2019年)
- 亞洲錦標賽 (2015年)

開放設施供公眾使用
該會一直致力推動本港體育運動及履行社會責任，積極開放該會體育設施予合資格外界團體使用。該會積極配合文化體育及旅遊局向合資格外界團體開放計劃，繼續主動邀請體育總會、全港中、小學以極低廉收費，甚至免費租用該會體育設施。除了網總，香港乒乓球總會、香港棍網球總會、香港社區網球聯會、香港中文大學、香港殘疾人奧委會暨傷殘人士體育會、香港智障人士體育協會、大坑青年中心等團體亦經常使用該會設施進行各種體育活動及隊際網球訓練。
該會響應康樂及文化事務署舉辦的「全民運動日」，開放體育設施予公眾免費使用。2022年7月及8月特別安排3天免費開放6個室外網球場及2個壁球場予公眾人士使用，鼓勵公眾恆常參與體育活動，傳遞勤做運動有益身心的訊息。

## 外部連結
- 香港中華游樂會官方網站 （页面存档备份，存于）
- 香港中華游樂會Facebook專頁
- 香港中華游樂會Instagram帳戶